# أروكاريا جبلية
أروكاريا جبلية (الاسم العلمي: Araucaria montana) هي نوع من النباتات يتبع جنس الأروكاريا من الفصيلة الأروكارية.